# علاج بالأوزون

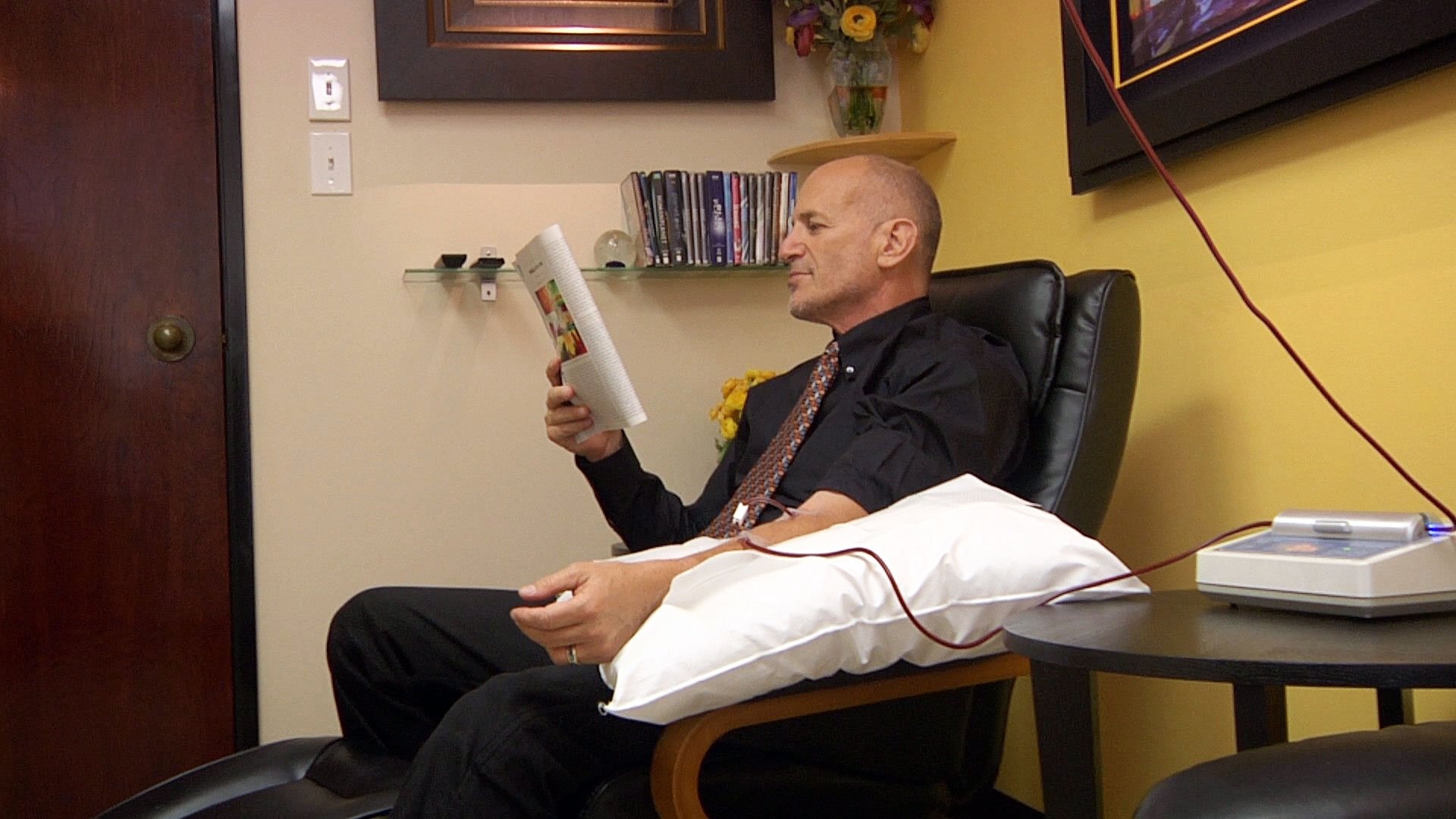
شخص يقوم بأخذ الأوزون عن طريق الوريد

العلاج بالأوزون هو شكل من أشكال العلاج بالطب البديل حيث من ضمن أهدافه تشبع الجسم بالأكسجين عن طريق حقن مزيج من الأكسجين والأوزون بطرق مختلفة، وهناك بعض الفوائد المزعومة منها علاج السرطان والإيدز والتصلب المتعدد وغيرها. ليس هناك أدلة موثوقة لدعم استخدام الأوزون كنوع من العلاج الطبي، على الرغم من وجود أدلة تؤكد قدرته على علاج فتق القرص القطني. ومن ناحية أخرى، هناك العديد من الأدلة على أن الأوزون ضار بالأنسجة البشرية والنباتية. وقد نص قانون اللوائح الفيدرالية الأمريكية بتاريخ 1 أبريل 2016، في القسم أ، مشيرًا إلى المجرى التنفسى، على ما يلى: «الأوزون غاز سام ليس له استخدامات طبية معروفة. وحتى يعمل الأوزون بفاعلية، يجب أن يكون موجوداً بتركيز أعلى بكثير من النسبة التي يمكن أن يتحملها البشر والحيوانات». وفي الأقسام التالية من قانون اللوائح الفيدرالية أضاف مزيدًا من التفاصيل حول آثاره الضارة، كما أخضع مولدات الأوزون للمصادرة في حال إذا تم الترويج لها لأغراض طبية أو استخدامها في المستشفيات أو الأماكن الأخرى التي يشغلها المرضى، حيث كان استخدامها لأغراض طبية محظور في الولايات المتحدة. أما بالنسبة للإتحاد الأوروبى، فأن مولدات اللأوزون تُعد من ضمن الأجهزة الطبية المستخدمة.
يتم إنتاج الأوزون الطبي من الأكسجين الطبي، حيث يتكون من خليط بحد أقصى 5٪ أوزون و95٪ أكسجين، حيث ثبت أن الجرعات العالية سامة لجميع الأنسجة.

## تاريخ استخدام غاز الأوزون طبيًا
في عام 1856، بعد 16 عام من اكتشاف غاز الأوزون، كان يستخدم الغاز لأول مرة في تطهير غرف العمليات وتعقيم الأدوات الجراحية.، وبحلول نهاية القرن ال19 استُخدام الأوزون لتطهير مياه الشرب من البكتيريا والفيروسات في أوروبا. وفي عام 1892، نشرت مجلة لانسيت مقال يصف استخدام الأوزون لعلاج مرض السل.
وقد تم استخدام الأوزون خلال الحرب العالمية الأولى لتنظيف وتعقيم الجروح. وانتشر هذا النوع من العلاج في وسط أوروبا، خاصة في ألمانيا والنمسا وسويسرا، حيث عالج عددًا كبيرًا من المرضى.

## الاستخدامات المقترحة
يتم العلاج بالأوزون عن طريق إدخال الأوزون إلى الجسم عن طريق وسائل مختلفة، كخلط الأوزون مع مختلف الغازات والسوائل قبل الحقن، ومن الأماكن التي قد يحقن فيها المهبل، والمستقيم، والعضلات، وتحت الجلد، أو عن طريق الوريد مباشرة، وقد يتم إدخاله أيضاً عن طريق المعالجة بالدم الذاتي، وتعني أن يتم تعريض دم المريض لغاز الأوزون ثم يعاد حقنه إلى المريض مرّة أخرى. ولتسهيل استخدام الغاز بدون حدوث آثار جانبية، يتم خلطه بالماء المقطر أو زيت الزيتون أو زيت عباد الشمس، للحصول على الماء المعالج بالأوزون وزيوت الأوزون على التوالي. وعلى أي حال، يجب استخدام منتجات طبية معينة، إن وجدت، أو مقاومة للأوزون.
يذوب الأوزون على الفور في ماء الجسم، سواء في البلازما أو في السوائل خارج الخلية لأن قابليته للذوبان أعلى بعشر مرات من الأكسجين. وهذا يسمح بالتفاعل الفوري مع المركبات القابلة للذوبان والجزيئات الحيوية الموجودة في هذه السوائل.
الإستخدامات الرئيسية للعلاج بالأوزون هي:
- عند تأخر إلتئام الجروح. وهو أقدم مؤشر للعلاج بالأوزون. حيث تعتبر القرح الوريدية والقدم السكرية من أوضح المؤشرات على ذلك.[17][18][19][20]
- الإنزلاق الغضروفى. في حالة المرضى الغير مُرجح لهم إجراء جراحة ويكون العلاج الدوائي المعتاد غير كافٍ. وتكون طريقة التناول: داخل العضلة أو بالحقن في العضلات المجاورة للفقرات.[21][22][23][24][25][26][27]
- في العمود الفقرى. يستخدم للحد من أعراض هشاشة العظام. طريقة التناول: داخل المفصل.[28]
- عند تصلب الشرايين المحيطية. خاصة عند المدخنين ومرضى السكر.[29]
- عند التهاب المستقيم النزفي. في حالة المرضى المعالجين بالعلاج الإشعاعي. طريقة التناول: داخل المستقيم.[30]
- في حالة التهاب المهبل المتكرر. يُقترح فقط هنا في حالة الإلتهابات المتكررة والمزمنة المقاومة للعلاج الدوائي المعتاد. طريقة التناول: داخل المهبل.
- أمراض الفم. عند التهاب اللثة والتهابات تجويف الفم المزمنة والمتكررة. طريقة الإعطاء: ماء معالج بالأوزون.[31][32][33]
- النواسير. وذلك بعد الجراحة وبعد الإشعاع. طريقة الإعطاء: الإدخال عبر قسطرة صغيرة القطر.[34][35]
- ويمكن استخدام الأوزون في علاج عدد كبير من الأمراض: مثل السكري، والأمراض الإلتهابية وتصلب الشرايين وأمراض المناعة الذاتية.[36][37][38][39][40][41][42]

وقد تم اقتراح استخدام العلاج بالأوزون في أمراض مثل: السرطان، ووالإيدز، والتصلب المتعدد، والتهاب المفاصل، وأمراض القلب، والزهايمر، ومرض لايم. وعلى الرغم من أن الأدلة الداعمة لهذه التطبيقات محدودة، حيث أن النظريات التي تفترض قدرة الأوزون على قتل الخلايا السرطانية بجانب غاز الأكسجين ليس لها أساس علميٌّ موثوق بعد، فإن للأوزون قدرة على تعطيل الجسيمات الفيروسية خارج الجسم، ولكن ليس هناك أدلة لاستفادة المرضى من العلاج حتى الآن.
وذكرت منظمة الأغذية والأدوية الأمريكية في بداية عام 1976، وأكددت مجدداً موقفها في عام 2006، أن غاز الأوزون هو غاز سام ولا يوجد له أي استخدامات طبية بل لديه القدرة على أن يسبب التهاب الرئة بالإضافة إلى أنه يعتبر مادة مبيدة للجراثيم.
وهناك بعض الجدل حول استخدام هذا العلاج من قبل الرياضيين في محاولة لزيادة الأداء؛ على الرغم من أن استخدامه غير مسموح في حد ذاته، ويمكن مزجه مع مواد محظورة أخرى قبل استخدامه.

## سلامة وحماية المريض
يدور الكثير من القلق المتعلق باستخدام الأوزون كعلاج حول سلامة الدم وتأثره بالغاز، حيث تم استنشاق غاز الأوزون من قبل بعض الثدييات وقد تفاعل الأوزون مع مركبات في أنسجة الرئة، وتسبب في سلسلة من الأثار المرضية. حيث أوضح سول جرين أنه من خلال قدرة غاز الأوزون على أكسدة المركبات العضوية في بيئة الغلاف الجوي، فإنه من المنطقي أن يكون تأثير الغاز على مكونات الدم والأنسجة البشرية ضاراً وسلبياً. ومن المعروف أن استنشاق جزء كبير من غاز الأوزون يكون ساماً، ولكن استنشاق كمية ضئيلة من الغاز لا تسبب ضرراً. ويقول البعض أن تأثير الغاز على الأنسجة الحيوية في جسم الإنسان يعتمد على نوع النسيج نفسه، ولكن الموضوع لا يزال قيد النقاش.
وهناك أثار جانبية قاتلة يسببها ذلك العلاج منها التهاب الكبد، وقد ذُكِر بالفعل أنه قد مات 5 أفراد بسبب ذلك العلاج. وهناك بعض الشك حول حدوث الأمراض القلبية بعد استخدام ذلك العلاج عن طريق المعالجة بالدم الذاتي، على الرغم من أن هذا النقاش ما يزال التنازع عليه قائماً.